# Washington Mystics 2022
La stagione 2022 delle Washington Mystics fu la 25ª nella WNBA per la franchigia.
Le Washington Mystics arrivarono terze nella Eastern Conference con un record di 22-14. Nei play-off persero al primo turno con le Seattle Storm (2-0).

## Roster
| N° | Naz.                   | Ruolo | Sportivo                 | Anno | Alt. | Peso |
| -- | ---------------------- | ----- | ------------------------ | ---- | ---- | ---- |
| 0  | Stati Uniti (bandiera) | AC    | Shakira Austin           | 2000 | 196  | 86   |
| 1  | Stati Uniti (bandiera) | C     | Elizabeth Williams       | 1993 | 191  | 91   |
| 2  | Stati Uniti (bandiera) | A     | Myisha Hines-Allen       | 1996 | 188  | 91   |
| 4  | Stati Uniti (bandiera) | G     | Evina Westbrook          | 1998 | 183  | 72   |
| 7  | Stati Uniti (bandiera) | G     | Ariel Atkins             | 1996 | 180  | 73   |
| 8  | Stati Uniti (bandiera) | GA    | Kennedy Burke            | 1997 | 185  | 83   |
| 9  | Stati Uniti (bandiera) | G     | Natasha Cloud            | 1992 | 175  | 73   |
| 11 | Stati Uniti (bandiera) | GA    | Elena Delle Donne        | 1989 | 196  | 85   |
| 13 | Giappone (bandiera)    | G     | Rui Machida              | 1993 | 163  | 57   |
| 14 | Stati Uniti (bandiera) | G     | Katie Benzan             | 1998 | 168  | 59   |
| 21 | Stati Uniti (bandiera) | A     | Tianna Hawkins           | 1991 | 191  | 84   |
| 22 | Stati Uniti (bandiera) | A     | Alysha Clark             | 1987 | 180  | 76   |
| 23 | Stati Uniti (bandiera) | G     | Jazmine Jones            | 1996 | 183  | 73   |
| 24 | Stati Uniti (bandiera) | A     | Stephanie Jones          | 1998 | 188  | 83   |
| 32 | Stati Uniti (bandiera) | G     | Shatori Walker-Kimbrough | 1995 | 175  | 64   |

## Staff tecnico
- Allenatore: Mike Thibault
- Vice-allenatori: Eric Thibault, Shelley Patterson, LaToya Sanders
- Preparatore atletico: Chalisa Fonza